# Kunie Iwahashi
Kunie Iwahashi 岩橋 邦枝, Iwahashi Kunie; née le 10 octobre 1934 à Hiroshima, et morte le 11 juin 2014 à Fukuoka, est une écrivaine japonaise.

## Biographie
Fille d'un couple d'enseignant chrétiens, elle quitte Hiroshima avec sa famille deux mois avant le largage de la bombe atomique. En 1957, elle est diplômée en travail social à l'université pour femmes d'Ochanomizu. Dès sa première histoire, Tsuchi kure, elle remporte le concours national d'écriture pour étudiants en 1954. Avec Fusanka elle remporte en 1956 le prix Fujinkōron. 
Après son mariage en 1957, sa production littéraire se réduit, mais dans ses œuvres ultérieures, elle réfléchit toujours sur la situation des femmes mariées. Elle obtient en 1982 le prix Taiko Hirabayashi pour le recueil de nouvelles Asai Nemuri. Dans le recueil Hanryo pour lequel elle reçoit le prix des mains du ministre japonais de l'éducation, Iwahashi se confronte à la mort de son mari, décédé en 1983.
Dans Ai to hangyaku: kindai josei shi o tsukutta onna-tachi, Iwahashi écrit les biographies de douze femmes de l'histoire ancienne du Japon. Elle est lauréate du prix de littérature féminine (Joryū Bungaku Shō) en 1992 pour Ukihashi.

## Titres
- 1956 Gyakukōsen (逆光線), récits
- 1976 Shizukana mijikai gogo (静かなみじかい午後), récits
- 1981 Asai nemuri (浅い眠り)
- 1984 Manatsubi (真夏日), récits
- 1984 Ai to hangyaku: kindai joseishi o tsukutta onna-tachi (愛と反逆 近代女性史を創った女たち), biographies
- 1985 Hanryo (伴侶), roman
- 1987 Nakazora ni (中空に), récits
- 1988 Meichō (迷鳥), récits
- 1992 Ukihashi (浮橋), roman

## Sources
- Sachiko Shibata Schierbeck, Marlene R. Edelstein: "Japanese Women Novelists in the 20th Century: 104 Biographies, 1900-1993" Museum Tusculanum Press, 1994,  (ISBN 9788772892689), p. 137-39

## Source de la traduction
- (de) Cet article est partiellement ou en totalité issu de l’article de Wikipédia en allemand intitulé « Kunie Iwahashi » (voir la liste des auteurs).